# Kurt Roberts
Kurt Roberts (20 febbraio 1988) è un pesista statunitense.

## Palmarès
| Anno | Manifestazione  | Sede     | Evento         | Risultato | Misura  | Note |
| ---- | --------------- | -------- | -------------- | --------- | ------- | ---- |
| 2014 | Mondiali indoor | Sopot    | Getto del peso | 10º (q)   | 20,17 m |      |
| 2016 | Mondiali indoor | Portland | Getto del peso | 19º       | 17,94 m |      |

## Campionati nazionali
2012
- 8º ai Campionati nazionali statunitensi indoor, getto del peso - 19,86 m
- 5º ai Campionati nazionali statunitensi, getto del peso - 20,75 m

2013
- Bronzo ai Campionati nazionali statunitensi indoor, getto del peso - 20,89 m

2014
- Argento ai Campionati nazionali statunitensi indoor, getto del peso - 21,50 m
- Argento ai Campionati nazionali statunitensi, getto del peso - 21,47 m

## Altre competizioni internazionali
2014
- Bronzo al Jamaica International Invitational ( Kingston), getto del peso - 21,07 m
- 6º al Shanghai Golden Grand Prix ( Shanghai), getto del peso - 20,60 m
- 4º al Prefontaine Classic ( Eugene), getto del peso - 20,71 m
- Bronzo al Sainsbury's Anniversary Games ( Londra), getto del peso - 21,06 m